# Rejoicing in the Hands
Rejoicing in the Hands è il terzo album in studio (rispettivamente il secondo con l'etichetta Young God Records) del musicista statunitense Devendra Banhart. Quest'album è stato registrato durante il 2003 e pubblicato il 24 aprile 2004.

## Tracce
1. This Is the Way – 2:53
2. A Sight to Behold – 2:26
3. The Body Breaks – 2:43
4. Poughkeepsie – 2:17
5. Dogs They Make Up the Dark – 1:20
6. Will Is My Friend – 3:04
7. This Beard Is for Siobhán – 2:36
8. See Saw – 3:22
9. Tit Smoking in the Temple of Artesan Mimicry – 1:25
10. Rejoicing in the Hands – 1:41
11. Fall – 2:53
12. Todo Los Dolores – 2:30
13. When the Sun Shone on Vetiver – 3:34
14. There Was Sun – 1:31
15. Insect Eyes – 5:08
16. Autumn's Child – 2:40